# Gilda romantiků

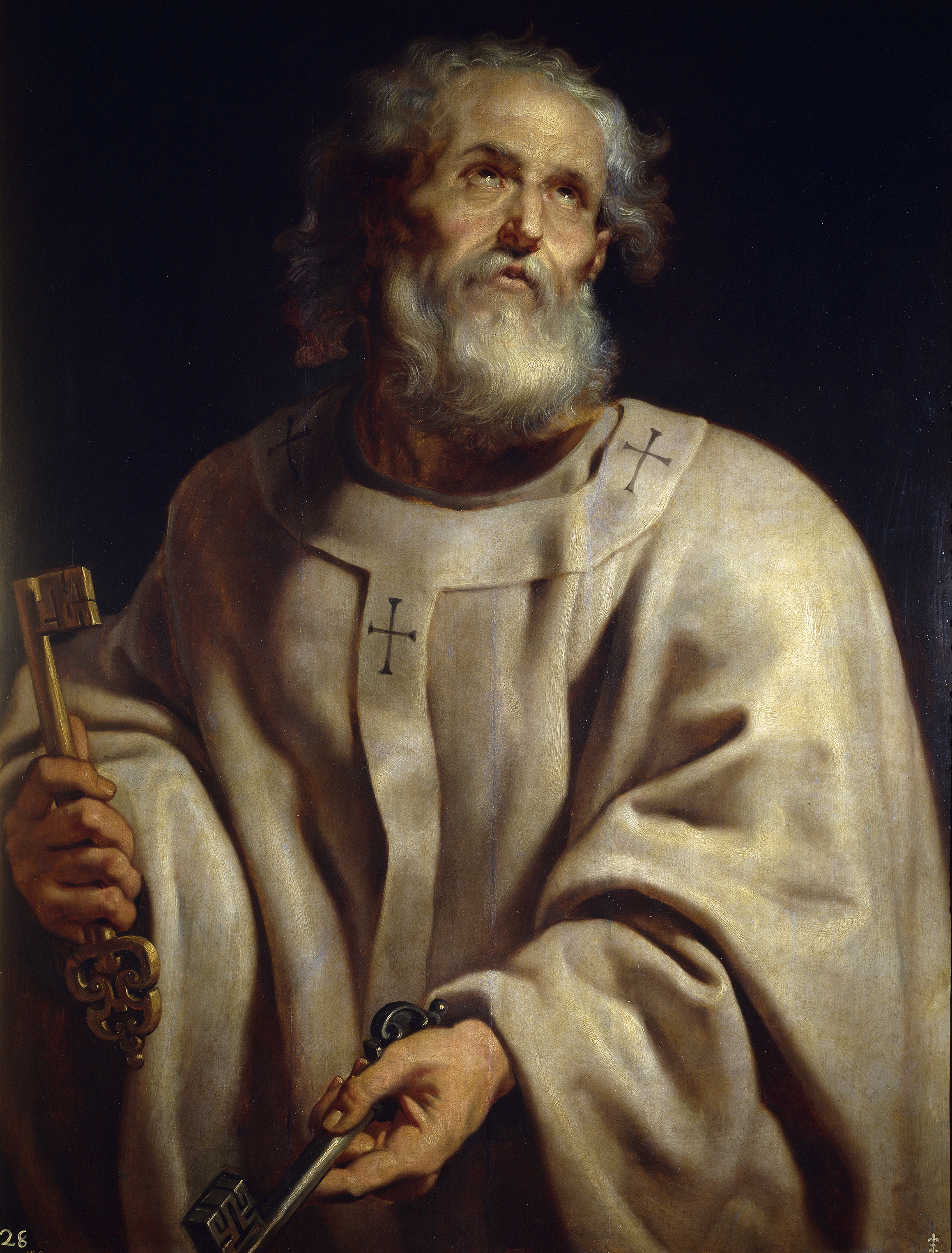
Peter Paul Rubens, Svatý Pavel jako papež, s palliem a klíčem od nebeské brány

Cech romantiků (nizozemsky Confrérie van romanisten) byla společnost, která působila v Antverpách od konce 16. do konce 18. století. Byla složena z významných osobností a umělců z Antverp. Podmínkou členství v Confrérii byla návštěva Říma. Umělcům členství v Confrérii usnadňovalo přístup mezi městskou společenskou elitu.  

## Historie
Společnost Confrérie van romanisten byla založena v roce 1572 v katedrále Panny Marie v Antverpách pod patronátem apoštolů sv. Petra a sv. Pavla. Společnost byla známa také jako Broederschap van de HH. Petrus en Paulus (Confrérie sv. Petra a Pavla). Podmínkou členství byla návštěva Říma. Zdá se, že podmínka návštěvy Říma pro členství byla přísně prosazována, takže historikové umění přijímají členství v Confrérii jako důkaz, že umělec navštívil Řím. Mezi členy Confrérie byli kanovníci, prosperující obchodníci, členové místní šlechty, vážení městští radní a přední umělci. Počet členů byl omezen na 25, což zdůrazňovalo výlučnou povahu společnosti. Každý rok byl jmenován nový děkan Confrérie.  

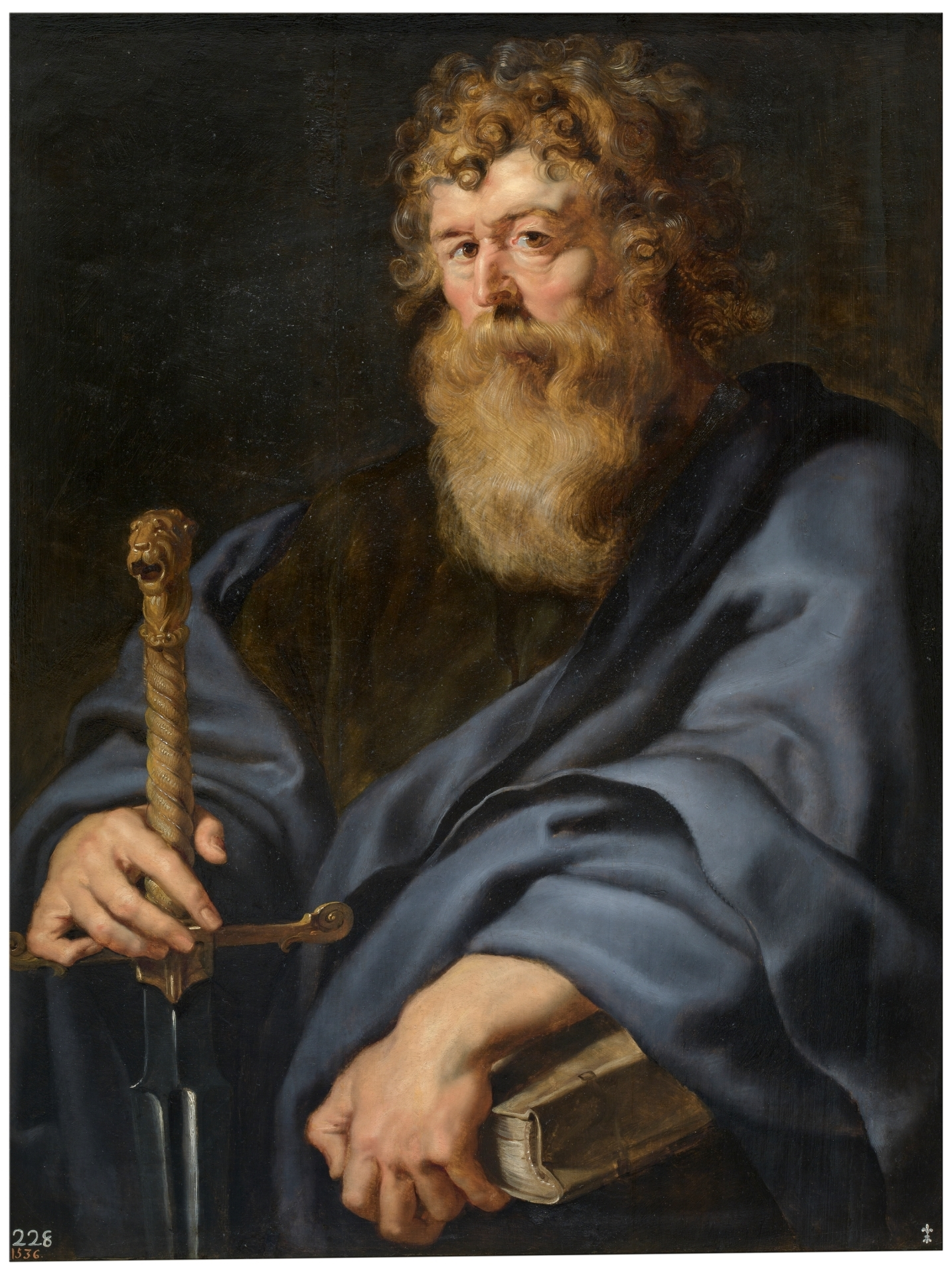
Rubens, Svatý Pavel

Po roce 1680 Confrérie utlumila svou činnost a v roce 1681 se z finančních důvodů přestěhovala do kostela sv. Jiří v Antverpách. Několik desetiletí zůstala Confrérie nečinná. Oživení nastalo v roce 1716, kdy byly pravé a schválené ostatky sv. Petra a Pavla předány kostelu sv. Jiří římským kardinálem. Confrérie byla definitivně zrušena v roce 1785 císařem Josefem II. Rakouským, císařem svaté říše římské. 

## Význam
Různorodost členů nabídla umělcům dobrou příležitost setkat se s potenciálními patrony. Členové podporovali umělce, kteří se dále podíleli na zvyšování jejich společenské prestiže. Naopak členové, kteří nebyli umělci, spoléhali na to, že členství v Confrérii upevní jejich společenské postavení, protože mnozí umělců v Confrérii měli mezinárodní pověst. Společenskou roli Confrérie usnadnilo pořádání každoroční večeře (the '(h)eerlyck maeltyt') s vynikajícími víny a bohatým menu. Večeře byla pořádána na různých místech. Confrérie také  umožnila umělcům-poutníkům dozvídat se novinky z Říma, ať už se jednalo o nové malíře, obrazy nebo nově objevené starožitnosti.

## Významní členové
- Marten de Vos – zakladatel
- Jan Brueghel starší
- Wenceslas Cobergher, 1605
- Otto van Veen, děkan v roce 1606
- Abraham Janssens, 1610 nebo 1601
- Hendrick van Balen, děkan v roce 1613
- Peter Paul Rubens, 1609, děkan 1613–14
- Frans Snyders, 1619, děkan 1629
- Jan Fyt, 1650, děkan 1652
- Abraham Godijn, připojil se v roce 1716 a byl děkanem roku 1723